# Mesobius berryi
Mesobius berryi és una espècie de peix de la família dels macrúrids i de l'ordre dels gadiformes.

## Morfologia
- Els mascles poden assolir 39,2 cm de llargària total.[4][5]

## Reproducció
És ovípar i les larves planctòniques.

## Hàbitat
És un peix d'aigües profundes que viu fins als 2700 m de fondària, tot i que, normalment, ho fa entre 650-1000.

## Distribució geogràfica
Es troba des del sud de Califòrnia (Estats Units) i Baixa Califòrnia (Mèxic) fins a les Illes Hawaii i l'Illa Christmas.